# Flèche wallonne 1966
La Flèche wallonne 1966, 30e édition de la course, a lieu le 29 avril 1966 sur un parcours de 223 km. La victoire revient à l’Italien Michele Dancelli, qui a terminé la course en 5 h 46 min 30 s, devant le Français Lucien Aimar et l'Allemand Rudi Altig.
Sur la ligne d’arrivée à Marcinelle, 52 des 144 coureurs au départ à Liège ont terminé la course.

## Classement final
| #  | Coureur               | Équipe                   |    | Temps           |
| -- | --------------------- | ------------------------ | -- | --------------- |
| 1  | Michele Dancelli      | Molteni                  | en | 5 h 46 min 30 s |
| 2  | Lucien Aimar          | Ford France-Hutchinson   | +  | 0 s             |
| 3  | Rudi Altig            | Molteni                  |    | 0 s             |
| 4  | Jan Janssen           | Pelforth-Sauvage-Lejeune |    | 1 min 55 s      |
| 5  | Roger Swerts          | Mercier-Hutchinson-BP    |    | 1 min 55 s      |
| 6  | André Messelis        | Dr. Mann-Grundig         |    | 1 min 55 s      |
| 7  | Willy In't Ven        | Dr. Mann-Grundig         |    | 2 min 50 s      |
| 8  | Rolf Wolfshohl        | Mercier-Hutchinson-BP    |    | 2 min 50 s      |
| 9  | Georges Vanconingsloo | Peugeot-Michelin-BP      |    | 3 min 30 s      |
| 10 | Felice Gimondi        | Salvarani                |    | 3 min 30 s      |